# 长沙碘泡虫
长沙碘泡虫（学名：Myxobolus changshaensis）为碘泡科碘泡虫属的动物。在中国，分布于湖南等，营寄生生活，寄生在鲢的鳃。